# Keystone (Wisconsin)
Keystone es un pueblo ubicado en el condado de Bayfield en el estado estadounidense de Wisconsin. En el Censo de 2010 tenía una población de 378 habitantes y una densidad poblacional de 4,05 personas por km².

## Geografía
Keystone se encuentra ubicado en las coordenadas 46°31′24″N 91°11′22″O / 46.52333, -91.18944. Según la Oficina del Censo de los Estados Unidos, Keystone tiene una superficie total de 93.38 km², de la cual 92.67 km² corresponden a tierra firme y (0.75%) 0.7 km² es agua.

## Demografía
Según el censo de 2010, había 378 personas residiendo en Keystone. La densidad de población era de 4,05 hab./km². De los 378 habitantes, Keystone estaba compuesto por el 94.18% blancos, el 0.79% eran afroamericanos, el 1.85% eran amerindios, el 0.26% eran asiáticos, el 0% eran isleños del Pacífico, el 0.26% eran de otras razas y el 2.65% pertenecían a dos o más razas. Del total de la población el 1.06% eran hispanos o latinos de cualquier raza.